# قرصنة الموسيقى
قرصنة الموسيقى هي عملية نسخ وتوزيع تسجيلات لمقطوعة موسيقية ما من دون الحصول على الإذن من مالكي حقوق النشر (المؤلف أو الفنان المؤدي أو شركة التسجيلات المالكة لحقوق النشر). في الوسط القانوني الحالي يعتبر هذا التصرف شكلًا من أشكال انتهاك حقوق الطبع والنشر، والذي إما قد يعتبر مخالفة مدنية بسيطة أو جريمة تبعاً للسلطة القضائية. شهدت نهاية القرن العشرين وبداية القرن الحادي والعشرين جدلاً واسعاً حول الجانب الأخلاقي من عملية إعادة نشر المحتوى الرقمي، وكمية الخسائر التي تعرضت لها شركات الإنتاج والتوزيع، إضافة إلى معايير ما يمكن اعتباره قرصنة رقمية. في هذا الجدل احتلت القضايا المتضمنة قرصنة المحتوى الموسيقي مكان الصدارة.

## التاريخ
يشتق مصطلح القرصنة من القرصنة الإذاعية التي كانت سلفاً للقرصنة الرقمية، فقد أدى اختراع الإنترنت والوسائط الرقمية إلى خلق القرصنة الموسيقية بشكلها الجديد. مع اختراع التكنولوجيا الحديثة التي سمحت لعملية القرصنة بأن تصبح أقل تعقيداً، ازداد انتشار القرصنة بشكل كبير إذ بدأ مستخدمو الويب بإضافة ملفات الوسائط الموسيقية إلى الإنترنت، واختفت المخاطر والعوائق القديمة أمام قرصنة الموسيقا مثل الجانب الفيزيائي من العملية، فقد أصبح من الممكن لأشخاص لا يملكون أي معرفة بالتكنولوجيا ووسائل القرصنة القديمة أن يحصلوا على ملفات الوسائط بسهولة من الإنترنت.
كان التطبيق الأول الذي أظهر آثار قرصنة الموسيقا هو نابستر، فقد مكن مستخدميه من تبادل ملفات الموسيقا ضمن خادم مشترك مجاني دون أي اعتبار لقوانين حقوق النشر. تم إغلاق نابستر بعد فترة وجيزة بسبب القضايا التي رفعها فنانون ومنتجون مثل ميتاليكا ودكتور دري وقضية منفصلة متعلقة بقانون الألفية للملكية الرقمية. بقيت بعض المصادر الرقمية الأخرى مثل موقع لايمواير كمصدر لمن يبحثون عن الموسيقا المجانية، إلا أن هذه المصادر سرعان ما أزيلت بعد عدة سنوات من الخدمة نتيجة قوانين حقوق النشر وقانون الألفية للملكية الفكرية.
بعد إيجاد بعض الثغرات القانونية بدأت القرصنة بالظهور بأشكال أكثر قانونية مثل موقع ذا بايرت بي. أتت هذه الصلاحية القانونية التقنية نتيجة صيغة المواقع وبلدان المنشأ والإدارة الخاصة بها، تم تصميم المواقع بشكل يجعل الموقع بحد ذاته خالياً من أي ملفات غير قانونية، لكنه يعطي المستخدم خريطة بالأماكن التي يمكن أن يجد فيها هذه الملفات. إضافة إلى ذلك وفي حالة موقع ذا بايرت بي تم الترخيص للموقع في السويد حيث لا يمنع القانون السويدي من نشر هذه ’الخريطة’.

### الحجج حول قانونية القرصنة
في وجه الانتهاك المتزايد للمبيعات المتوقعة من قبل قراصنة الإنترنت، بدأت منظمات شركات الموسيقا مثل رابطة صناعة التسجيلات الأميركية RIAA بالضغط من أجل إقرار قوانين أكثر صرامة وعقوبات أشد لكل من يخترق قوانين حقوق النشر. كما لجأت شركات التسجيل إلى استخدام عوائق تكنولوجية لمنع النسخ مثل إدارة الحقوق الرقمية DRM ما أثار بعض الجدل. حاولت هذه المنظمات إضافة بعض الضوابط إلى النسخة الرقمية من الموسيقا لمنع المستهلكين من نسخها. بشكل عام وصل العاملون في مجال صناعة الموسيقا إلى إجماع على ضرورة وجود ضوابط رقمية -إن كانت DRM أو إجراءات مشابهة- وذلك للاستمرار في تحقيق الربح.
أما ناقدو استراتيجيات شركات التسجيل فقد نوهوا إلى أن المحاولات الهادفة إلى الحفاظ على نسب المبيعات تعيق حقوق المستمعين القانونيين في استخدام الموسيقا وسماعها كما يحلو لهم. عندما أصدر الكونغرس الأميركي قانون حقوق النشر عام 1909، تعمد إعطاء قدر أقل من التحكم بحقوق النشر لمؤلفي الموسيقا مقارنة بالروائيين، «كان خوفهم هو احتكار السلطة من قبل حاملي حقوق النشر، وأن هذه السلطة قد تعيق عملية استمرار الإبداع».
تبعاً لمنظمة التعاون الاقتصادي والتنمية المشكلة دولياً: «قد تكون القوانين والتعليمات الحالية عامة وواسعة كثيراً بشكل لا يسمح لها بالتعامل مع التطورات التكنولوجية التي تسهل القرصنة الرقمية بشكل مناسب، وقد يحتاج صناع القرار إلى أخذ تفعيل بعض الإجراءات النوعية بعين الاعتبار من أجل التعامل مع هذه التجاوزات. يجب ألا تعيق هذه الإجراءات عمليات التواصل الرقمي القانونية أو تؤدي بشكل غير مبرر إلى التأثير على الإنترنت كمنصة تواصل فعالة ووسيلة تجارية وأداة تعليمية..».
تم إيجاد عدد من الوسائل التي تؤمن الوصول الحر للموسيقا المحمية بحقوق النشر منها نابستر ولايمواير وسبوتيفاي. كان نابستر برنامج مشاركة ملفات حر أسسه طالب الجامعة شون فانينغ لتمكين الأشخاص من مشاركة وتبادل الملفات الموسيقية بصيغة mp3. اكتسب نابستر شعبية كبيرة لأنه جعل مشاركة وتحميل الملفات الموسيقية أمراً شديد السهولة.
إلا أن فرقة الهيفي ميتال ميتاليكا رفعت دعوى على الشركة بتهمة انتهاك حقوق النشر، ما أدى إلى اتباع فنانين آخرين للطريق ذاته وإغلاق خدمة نابستر. بشكل مشابه كان لايمواير برنامج تبادل للملفات بين المستخدمين شبيهًا لما كان موجوداً لدى نابستر، مكن هذا البرنامج من تشارك الملفات بشكل غير محدود بين أجهزة الكمبيوتر ومثل واحدة من أوسع شبكات المشاركة المتوفرة عالمياً. وكما حدث لنابستر، واجه لايمواير العديد من المعارك القضائية ووصل الأمر به في النهاية إلى الإغلاق.
يقدم سبوتيفاي وبعض خدمات البث الرقمي حسب الطلب طريقة تسمح للمستخدمين بالاستمرار في الحصول على الموسيقا بشكل مجاني مع الاستمرار في تقديم بعض الربح للفنان بشكل بسيط بدلاً من تحميل الموسيقا بشكل غير قانوني ببساطة، إلا أنه يثني المستهلكين عن شراء النسخ غير الرقمية من الموسيقا أو حتى تحميلها بشكل قانوني ما يعتبر مؤذياً بشكل كبير للعائد المالي للفنان.
تبعاً لرابطة صناعة التسجيلات الأميركية RIAA، منذ أن بدأ شون فانينغ ببرنامج نابستر لمشاركة الملفات في عام 1999 انخفضت عائدات الموسيقا بنسبة 53% من 14.6 مليار دولار إلى 7 مليارات دولار في عام 2013. في دراسة أجراها معهد الابتكار والتخطيط عام 2007 ظهر أن قرصنة الموسيقا أنتجت خسائر بقيمة 71060 وظيفة في الولايات المتحدة، منها 23860 وظيفة في مجال التسجيل و44200 فرصة عمل في مجالات أخرى غير متصلة.

### تخفيض قرصنة الموسيقا على الإنترنت
هناك عدة وسائل لتقليل القرصنة الموسيقية اعتماداً على أحدث قرارات محكمة غوغل حول الحق في النسيان بالإضافة إلى استخدام بعض التقنيات المثبت دورها والمتعلقة بإضافة علامة دامغة على المسارات الصوتية ورفع الملفات الصوتية بنفسك مع أهداف دعائية.
نُشرت ورقة بعنوان أفضل التوجيهات العملية لمكافحة قرصنة الموسيقا من قبل أخصائيي محاربة قرصنة الموسيقا في أوديولوك وتم تبنيها ودعمها من قبل اتحاد الموسيقا الإلكترونية AFEM وناشري الموسيقا بالإضافة إلى جادج جولز الذي يعمل كمنسق موسيقى ومحام. تقدم هذه التوجيهات نصائح حول كيفية تقليل التعرض للقرصنة الرقمية إلى أدنى حد ممكن والطرق المثلى لاستغلال الحلول المطروحة.
أظهرت الدراسات أنه ومنذ الفترة بين عامي 2005 و 2010 فصاعداً حدث تراجع في القرصنة الإلكترونية. تبعاً لاستطلاع أجرته مجموعة NPD، في عام 2012 قام واحد من كل 10 مستخدمين للإنترنت تقريباً في الولايات المتحدة بتحميل الموسيقا بشكل غير قانوني من خلال خدمة لمشاركة الملفات مثل بيت تورنت ولايمواير. هذا الرقم أدنى بكثير من إحصائيات عام 2005 ذروة ظاهرة القرصنة، حين استخدم واحد من كل 5 مستخدمين شبكات نقل الملفات بين الأقران لجمع ملفات الموسيقا.
أدى ظهور خدمات البث المجانية إلى تقليل عدد المستخدمين الذين يقرصنون الموسيقا من الإنترنت، إذ توفر خدمات مثل سبوتيفاي وباندورا واجهات سهلة الاستخدام وتقلل من خطورة نقل الفيروسات الحاسوبية وبرمجيات التجسس.
بالمقارنة مع البرامج غير القانونية التي استخدمتها شبكات القرصنة الموسيقية السابقة مثل نابستر أو لايمواير، تقدم خدمات البث الموسيقي الحديثة مثل سبوتيفاي ورديو وصولاً رخيص الثمن وقانونياً إلى الموسيقا المحمية بحقوق النشر من خلال دفع بعض المال الآتي من المستخدمين المميزين أو من خلال الإعلانات إلى أصحاب حقوق النشر والتوزيع.